# Epe (anatómia)
Az epe egy aranysárga, enyhén lúgos (alkalikus) (pH~8,0) folyadék, melyet a májsejtek (hepatociták) választanak ki a májban.

## Tárolás, ürülés, összetétel
Az epe termelődése folyamatos. Számos faj szervezete az epehólyagban tárolja ezt az anyagot az étkezések közt, majd étkezés alatt a patkóbélbe bocsátja. Alkotói közül az epesavak a zsírok emésztését segítik elő azok emulgeálásával. Színét a bilirubin és biliverdin festékanyagok (epefestékek) adják, amelyek a vörösvérsejtek hemoglobinja hem részegységének lebontása során keletkező, kiürülő végtermékei. Az epe 82%-át víz alkotja, melyben anorganikus ionok (Na+, K+, Cl−, HCO−3) vannak feloldva. Ennek következtében az epe pH-ja lúgos. A legfontosabb alkotóelemek az epesavas sók, elsősorban ezek osztják apró cseppekké a zsírokat (hidrotróp aktivitás). Ezeken kívül az epében még találunk koleszterint, foszfolipideket, enzimeket és festékanyagokat. Az epehólyagban tárolódó epéből a víz jelentős része felszívódik. Főleg az epehólyagban a besűrűsödő epéből kiváló anyagokból epekövek képződhetnek. Ha az epefesték-termelés kórosan fokozódik (fokozott vörösvérsejt-pusztuláskor), az epe kiürülése akadályozott (epeút-elzáródás) vagy a máj epekiválasztó kapacitása csökken (májgyulladás, toxikus májkárosodások) a vér fokozott epefestékszintje miatt sárgaság (icterus) jelenik meg. Az előbbi kiváltó okok szerint hemolitikus, obstrukciós és hepatocelluláris fő típusai vannak.

## Szerepe a zsírok emésztésében
Az epe a nagy zsírcseppeket hidrotróp aktivitása révén apró cseppekké alakítja és így a zsírbontó enzimek (lipázok) könnyebben hozzáférnek a további bontás érdekében. Ezenkívül az epével távoznak a májból a vízben nem oldódó (víztaszító; hidrofób) anyagcsere-végtermékek.